# Miguel Cabrera (Maler)
Miguel Mateo Maldonado y Cabrera (* 27. Februar 1695 in Oaxaca; † 16. Mai 1768 in Mexiko-Stadt) war ein neuspanischer Barockmaler. Er gilt neben José de Ibarra als bedeutendster Vertreter der Malerei Mexicos des 18. Jahrhunderts.

## Leben und Werk
Miguel Cabrera war ein Waisen- und wahrscheinlich auch ein Mischlingskind aus Oaxaca. Um das Jahr 1719 ließ er sich in Mexiko-Stadt nieder. Der dortige, dem Jesuitenorden angehörige, Bischof Manuel José Rubio y Salinas erkannte sein Talent und förderte ihn. Sein am häufigsten behandeltes Motiv war Unsere Liebe Frau von Guadalupe, doch international bekannter ist er heute wegen seiner Casta-Gemälde, die sich – eher unkritisch – mit den Beziehungen zwischen Spaniern und Mestizen beschäftigen. Weitere wichtige Werke Cabreras waren sein Porträt der Dichterin Sor Juana Inés de la Cruz sowie die Via Crucis in der Kathedrale von Mexiko-Stadt und das Martirio de San Sebastian in der Kirche von Taxco de Alarcón. Von 1753 bis zu seinem Tod leitete er die neugegründete Malakademie in Mexiko-Stadt; im Jahr 1756 publizierte er das kunsttheoretische Werk Maravilla americana y conjunto de raras maravillas. Er wurde in der Kirche Santa Inés in Mexiko-Stadt beigesetzt.

## Galerie

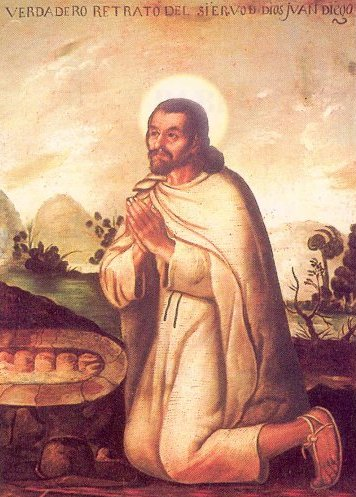
San Juan Diego, 1751
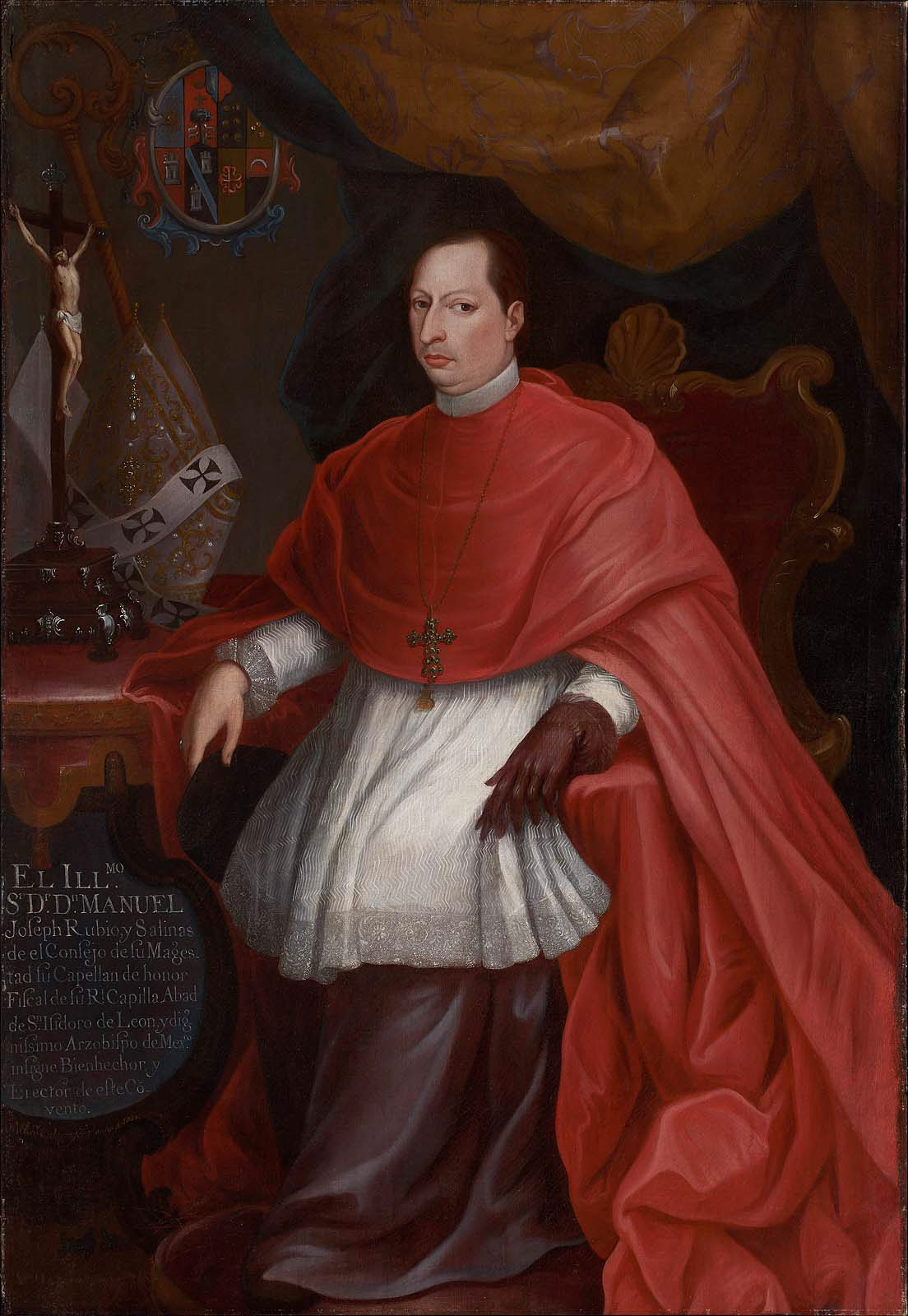
Manuel José Rubio y Salinas, 1751
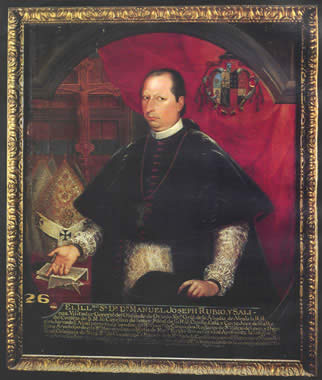
Manuel José Rubio y Salinas, 1758
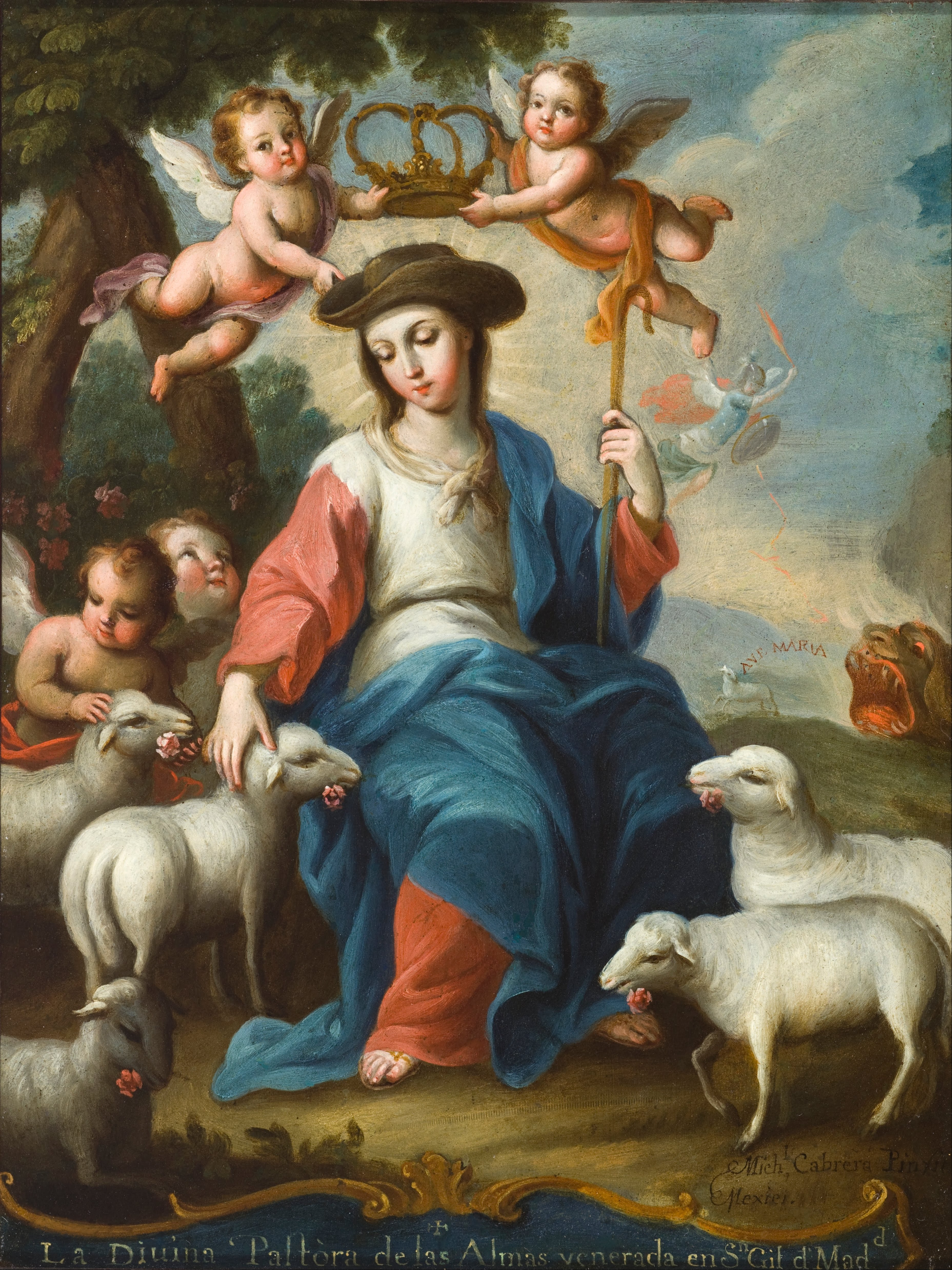
Die göttliche Schäferin, um 1760
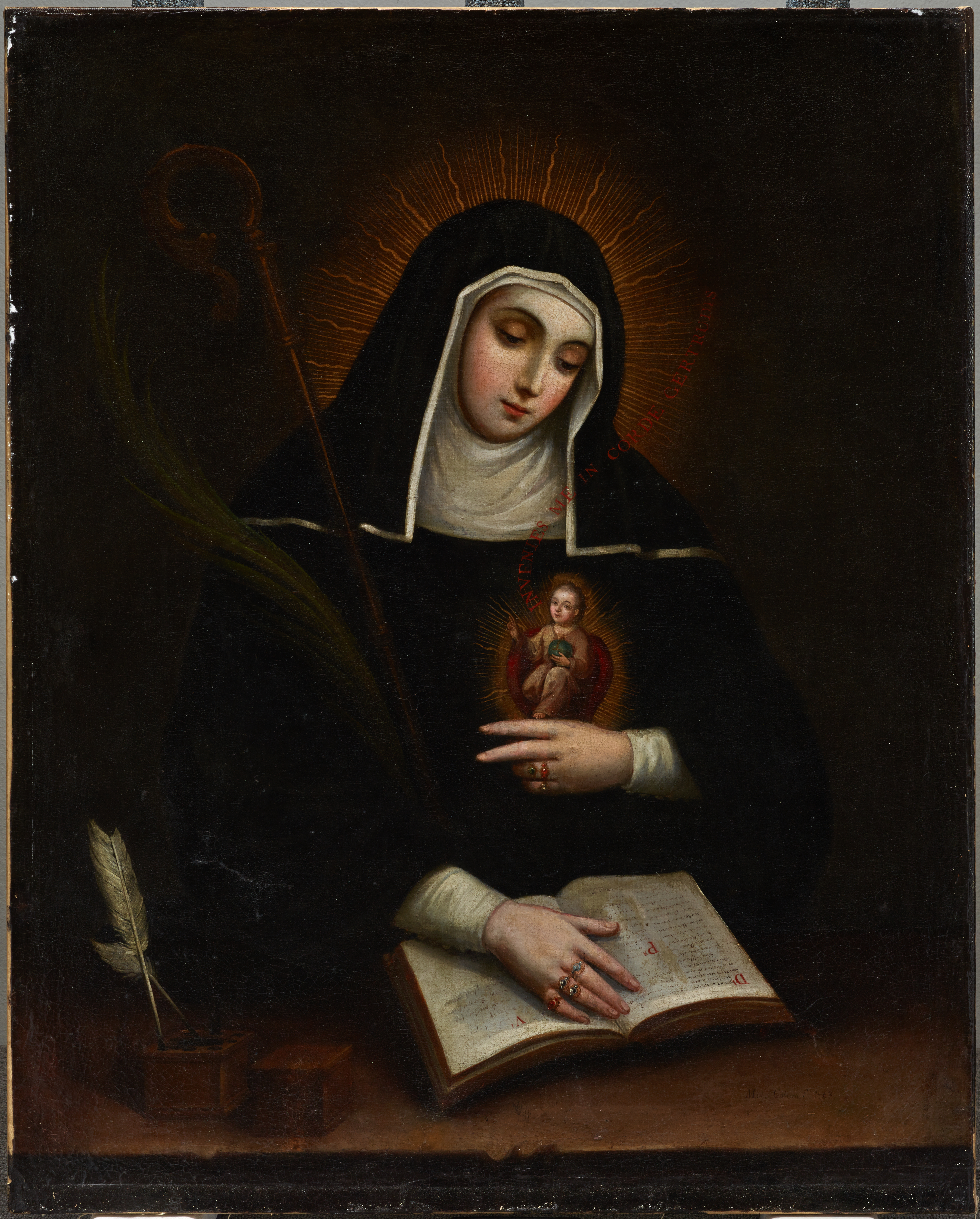
Santa Gertrudis, 1763
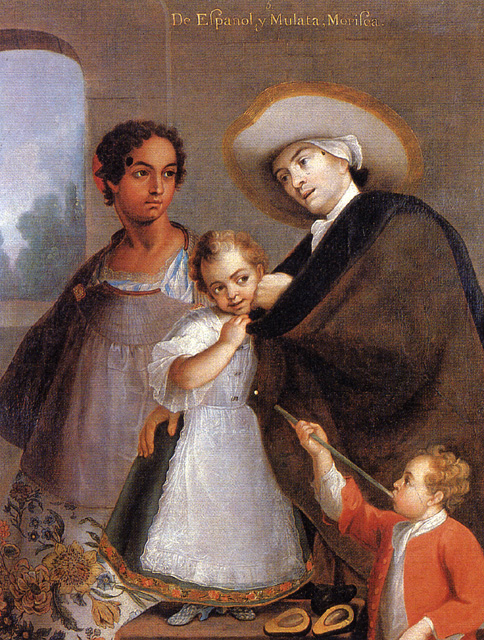
Casta-Bild: Spanier und Mulattin, um 1763